# Бурса (Новгород-Северский)
Бурса — памятник архитектуры национального значения в Новгород-Северском.

## История
Постановлением Совета Министров УССР от 24.08.1963 № 970 «Про упорядочение дела учёта и охраны памятников архитектуры на территории Украинской ССР» («Про впорядкування справи обліку та охорони пам'ятників архітектури на території Української РСР») присвоен статус памятник архитектуры республиканского значения с охранным № 850/6 под названием Бурса.
Установлена информационная доска.

## Описание
Входит в комплекс Спасо-Преображенского монастыря и музея-заповедника «Слово о полку Игореве».
Бурса — редкий пример гражданской архитектуры XVII века. Построена в период 1657-1667 годы на территории Спасо-Преображенского монастыря.
Каменный, двухэтажный, удлинённый прямоугольный в плане дом, с четырёхскатной крышей и люкарной в скате крыше по центру фасада. Каждый этаж состоит из четырёх больших классных и двух меньших помещений. Со стороны главного северо-западного фасада они соединяются с двухъярусной галереей, которая изначально была открытой. Главный фасад украшен различного размера нишами и пилястрами, окна в форме полукруга.
Здание реставрировано в период 1954-1958 годы.